# 롤랜즈 어브 홀랜드
The Lowlands of Holland(롤랜즈 어브 홀랜드)는 고전 포크송이다. 주로 스코틀랜드에서 전해 내려오지만 아일랜드에서도 불리는 곡이다. 가사는 다양한 변형이 존재하는데, 대체로 내용은 결혼 첫날밤에 남편이 영국군에 징집당한 신혼부부의 이야기이다. 제목이 '네덜란드의 저지대' 인 이유는 남편이 징집된 전쟁이 영국-네덜란드 전쟁이기 때문이다. 토미 메이컴, 더 더블리너스, 더 코리스 등이 불렀다.